# Jaroslav Dudek
Jaroslav Dudek (17. ledna 1932 Turnov – 31. srpna 2000 Praha) byl český divadelní a televizní režisér, manžel herečky Jany Štěpánkové.

## Život
Po absolutoriu oboru režie na DAMU v Praze v roce 1954 působil nejprve osm let jako divadelní režisér v někdejším Divadle S. K. Neumanna v pražské Libni, odkud pak v roce 1962 přešel natrvalo na divadelní scénu, kterou on sám pokládal za svoji domovskou, do Divadla na Vinohradech, kde působil jako člen až do roku 1992, později jako host. S první manželkou, televizní dramaturgyní Janou Dudkovou, vychovával dvě dcery.
Během svého angažmá v Divadle S. K. Neumanna se sblížil s Janou Štěpánkovou, která se stala jeho druhou manželkou.

## Divadelní režie, výběr
- Válka s mloky
- Zámek
- August August, august
- Skřivánek
- Král Jan
- Ivanov
- Lakomec
- Barbaři
- Ať žije královna
- Hamlet
- Jmeniny
- Sviť, sviť má hvězdo
- Richard III.
- Zločin a trest
- Cyrano z Bergeracu
- Den delší než století
- Oidipus
- Mistr a Markétka
- Dohazovačka
- Komik
- Jak snadné je vládnout
- Julien
- Kočičí hra
- Král Colas

## Televizní režie, výběr
- 1959 Rodina Bláhova (TV seriál)
- 1968 Jak chodí babičky spát
- 1968 Dívka a smrt
- 1969 Kaviár jen pro přátele
- 1969 Vyloženě rodinná historie
- 1969 Obžalovaná
- 1970 Alexandr Dumas starší (TV seriál)
- 70. a 80. léta Bakaláři (TV seriál)
- 1971 Taková normální rodinka (TV seriál)
- 1972 Lev je v ulicích
- 1974 Stokoruna
- 1974 Nádraží
- 1977 Žena za pultem (TV seriál)
- 1977 Nemocnice na kraji města (TV seriál)
- 1979 Nebožtíci na bále
- 1979 Plechová kavalerie (TV seriál)
- 1980 Zločin na poště
- 1980 Panenka
- 1980 Zločin na poště
- 1980 Pes
- 1981 Začalo to karafiátem
- 1982 Když si náš dědeček babičku bral
- 1983 Síť na bludičku
- 1984 Bambinot (TV seriál)
- 1985 Synové a dcery Jakuba skláře (TV seriál)
- 1986 Malý pitaval z velkého města (TV seriál)
- 1987 Fanynka
- 1988 Viktor Veliký (TV seriál)
- 1988 Mistr Kornelius
- 1989 Případ pro zvláštní skupinu (TV seriál)
- 1989 U nás doma (TV seriál)
- 1990 Pán plamínků
- 1991 Honorární konzul 1/2
- 1991 Hodina obrany
- 1991 Romeo a Julie
- 1991 Zpověď dona Juana
- 1991 Skládačka
- 1991 Hřbitov pro cizince
- 1992 Nositel neštěstí
- 1993 Vikingové z Bronských vršků
- 1993 Nevěstinec duší
- 1995 Aneta (TV seriál)
- 1996 Hospoda (TV seriál)
- 1997 Silvestr s dědou
- 1998 Atentát na ministra financí